# González 1.ª Sección (Punta Brava)
González 1.ª Sección (Punta Brava) es una localidad del municipio de Centro ubicado en la subregión centro del estado mexicano de Tabasco.

## Geografía
La localidad de González 1.ª Sección (Punta Brava) se sitúa en las coordenadas geográficas 17°58′39″N 93°01′43″O / 17.977500, -93.028611, a una elevación de 9 metros sobre el nivel del mar.

## Demografía
Según el Conteo de Población y Vivienda 2020, efectuado por el Instituto Nacional de Estadística y Geografía, la localidad de González 1.ª Sección (Punta Brava) tiene 749 habitantes, de los cuales 361 son del sexo masculino y 388 del sexo femenino. Su tasa de fecundidad es de 2.27 hijos por mujer y tiene 210 viviendas particulares habitadas.
| Gráfica de evolución demográfica de González 1.ª Sección (Punta Brava) entre 1995 y 2020 |
|                                                                                          |
| INEGI.                                                                                   |